# Paul Lazarsfeld
Paul Felix Lazarsfeld, född 13 februari 1901 i Wien, död 30 augusti 1976 i New York, var en österrikisk-amerikansk sociolog. År disputerade han i matematik. Han blev sociolog genom sina kunskaper inom matematik och kvantitativa metoder. Han deltog i flera tidiga studier, bland annat om radiolyssnare 1930–1931.
År 1933 flyttade Lazarsfeld till USA genom ett stipendium han fått från en uppsats om den sociala påverkan av arbetslösa i ett mindre samhälle.